# Culex epidesmus
Culex epidesmus är en tvåvingeart som först beskrevs av Theobald 1910.  Culex epidesmus ingår i släktet Culex och familjen stickmyggor. Inga underarter finns listade i Catalogue of Life.